# Stazione di San Giuliano Piemonte
Stazione di San Giuliano Piemonte vasútállomás Olaszországban, San Giuliano Vecchio településen.

## Vasútvonalak
Az állomást az alábbi vasútvonalak érintik:
- Alessandria–Piacenza-vasútvonal

## Kapcsolódó állomások
A vasútállomáshoz az alábbi állomások vannak a legközelebb:
- Stazione di Spinetta
- Stazione di Tortona